# Phyllonorycter conformis
Phyllonorycter conformis là một loài bướm đêm thuộc họ Gracillariidae. Nó được tìm thấy ở Ấn Độ (Himachal Pradesh) và Nepal.